# Stefan Jevtoski
Stefan Jevtoski (in macedone Стефан Јевтоски?; Skopje, 2 settembre 1997) è un calciatore macedone, centrocampista dello Struga.

## Caratteristiche tecniche
È un mediano.

## Carriera

### Club
Ha giocato nella prima divisione macedone, in quella croata, in quella ucraina ed in quella ungherese.

### Nazionale
Ha giocato nelle nazionali giovanili macedoni Under-17, Under-18, Under-19, Under-20 ed Under-21.